# Djungelboken (TV-serie)
Djungelboken (engelska: The Jungle Book) är en 3D-animerad tv-serie baserad på originalboken av Rudyard Kipling. Den sändes i flera år på SVTs Barnkanalen.